# Spot Goes to Hollywood
Spot Goes to Hollywood — видеоигра в жанре платформера, разработанная компанией Eurocom и изданная компаниями Acclaim Entertainment в Северной Америке и Virgin Interactive Entertainment в Европе для игровой системы Sega Mega Drive в качестве продолжения игры Cool Spot. Позже были выпущены версии для Saturn и PlayStation, которые отличались наличием полностью анимированных видеороликов и изометрической графикой. Игрок управляет персонажем Spot, бывшим талисманом безалкогольного напитка 7 Up. Его целью является спасение своих друзей, звключенных в различных фильмах.
Игра поступила в продажу в 1995 году и получила смешанные отзывы от критиков, и большая часть рецензий склонялась к негативным оценкам. В отзывах отмечались качественная графика и продуманный дизайн уровней. В то же время, критики выражали недовольство по поводу неудовлетворительных звуковых эффектов в версии для Mega Drive, сложностей с управлением и проблем с видимостью объектов. В разработке находилась версия игры для Sega 32X, но так и не была выпущена.

## Сюжет
Центральный персонаж игры — Спот, бывший талисман торговой марки 7 Up, который попал в ловушку кинопроектора. Перепрыгивая из одного фильма в другой, он попадает в различные классические жанры кино, которые и формируют уровни игры. В версии игры для Sega Mega Drive основными уровнями являются пиратский фильм, ужасы, приключенческий фильм и научная фантастика. В версиях для Sega Saturn и Sony PlayStation к этому списку добавляются уровни, посвящённые вестерну и динозаврам. Уровень по научной фантастике становится доступным после сбора всех пяти звёзд на каждом из предыдущих уровней игры. При сборе всех звёзд открывается другая концовка игры. По всем уровням разбросаны красные точки. При сборе ста таких точек даётся дополнительная жизнь.

## Оценки и отзывы
| Иноязычные издания    | Иноязычные издания                  |
| Издание               | Оценка                              |
| --------------------- | ----------------------------------- |
| EGM                   | 7,125 из 10 (GEN) 6,875 из 10 (PS1) |
| Next Generation       | 2 из 5 (MD) 1 из 5 (PS1)            |
| Sega Saturn Magazine  | 70 % (SAT)                          |
| Русскоязычные издания |                                     |
| Издание               | Оценка                              |
| Великий Dракон        | 8,25 из 10                          |

Описывая версию для Mega Drive, все четыре рецензента Electronic Gaming Monthly были впечатлёны графикой и дизайном уровней, однако один из них отметил, что изометрическая перспектива и управление делают игровой процесс настолько сложным, что игра становится неиграбельной. В то же время остальные трое наоборот увидели в этих особенностях дополнительную привлекательность. Рецензент из Next Generation также считает графику впечатляющей и не видит проблем с изометрической перспективой благодаря «диагонально ориентированному управлению». Тем не менее, он в итоге назвал игру «средней». GamePro высказал негативное мнение, подчеркнув медлительность персонажа, трудности с определением расположения краёв из-за изометрической перспективы, «среднюю в лучшем случае» графику, и неудовлетворительные звуковые эффекты.
Версия для PlayStation и Saturn не получила ярко выраженной негативной критики, однако рецензенты единогласно отмечали, что изометрическая перспектива усложняет оценку расположения объектов и приводит к путанице при всех возможных конфигурациях управления. Рецензенты из Electronic Gaming Monthly подчеркнули, что графика в версии для PlayStation улучшена настолько, что производит впечатление, но испытывали трудности с наслаждением игрой из-за проблем с управлением и рывками при прокрутке. Scary Larry из GamePro выразил восхищение графикой, сюжетом и звуком, но заявил, что проблемы с управлением делают игру «крайне непригодной для игры». Doctor Devon, рецензируя версию для Saturn для того же журнала, аналогично заявил: «Жаль, что привлекательная графика и звуковое сопровождение страдают от недостатков игрового процесса». Стивен Фулджеймс из Sega Saturn Magazine сравнил игру с Sonic 3D Blast по качеству графики, но отметил недостатки в игровом процессе, в особенности раскритиковав её линейность и монотонность. В отличие от EGM и GamePro, рецензент Next Generation заявил, что версия для PlayStation «не имеет значительных улучшений или дополнений» по сравнению с версией для Mega Drive. Он также раскритиковал отсутствие личности у игрового персонажа и отсутствие ощущения новизны, присущего лучшим платформерам.